# オードリー・ハリソン
オードリー・ハリソン (Audley Harrison、1971年10月26日 - )は、イングランドのハールズデン出身の元男性ボクサー。2000年シドニーオリンピックスーパーヘビー級金メダリスト。オリンピックのスーパーヘビー級で金メダルを獲得した初のイギリス人である。
2001年にBBCスポーツと契約をしてプロへ転向、BBCスポーツはボクシング中継から撤退するまでの間、ハリソンの試合を17試合中継した。
2009年10月に「プライズファイター 8: ヘビー級3」へ出場し優勝。2010年4月にマイケル・スプロットをKOで破りEBUヘビー級王者となる。2013年2月に「プライズファイター 29: ヘビー級インターナショナル3」へ出場し優勝、プライズファイターを2度優勝した初めての選手となった。

## 来歴

### アマチュアボクシング
19歳でボクシングを始める。1997年にイングランドアマチュアボクシング協会のスーパーヘビー級王者となる。1998年コモンウェルスゲームズのスパーヘビー級で金メダルを獲得。2000年にはシドニーオリンピックスーパーヘビー級で金メダルを獲得した。

### プロ転向
金メダルを獲得したことが認められ大英帝国勲章：メンバーを授与される。2001年に自叙伝を出版、同時に自身のボクシングプロモーション「Aフォース・プロモーションズ」を設立し、いくつもの有名企業とスポンサー契約を締結、直接テレビ局と契約した初めてのイギリス人プロボクサーとなる。
レノックス・ルイスの後継者となることを期待され各局の間で争奪戦が繰り広げられるが、最終的にBBCとデビュー戦から10試合の独占放送契約を100万イギリスポンドで締結する。
2001年5月9日、ロンドンのウェンブリー・アリーナにてデビュー戦でマイク・ミドルトンと対戦し1回TKO勝ちを収める。この試合をテレビ中継で600万人が視聴した。
2002年11月23日、デビュー戦から8戦目でアメリカデビューを迎え、ニュージャージー州アトランティックシティでショーン・ロビンソンと対戦し1回TKO勝ちを収めた。
その後、7年前に引退していたフランク・ブルーノとの対戦を計画するが、ブルーノが精神病で措置入院したことで計画が失敗に終わる。
2004年6月19日、リシュル・ヘルシシアに4回TKO勝ちを収め、WBF世界ヘビー級王座を獲得。
2004年5月8日、WBF世界ヘビー級王座の2回目の防衛戦でトーマス・ボニンと対戦し9回TKO勝ちで防衛に成功するが、左手の靭帯を損傷し1年間のブランクを作ることになる。

### BBC契約の終了
BBCが2004年で今後一切ボクシング中継から撤退することを決めたことでハリソンの契約更新も見送られる。これにより拠点をアメリカに移すことになり、Aフォース・プロモーションズをアメリカへ移転、アメリカのアル・ヘイモンと契約を結んだ。
2005年6月9日、1年ぶりの復帰戦を心機一転アメリカで行い、カリフォルニア州テメキュラでロバート・デイビスと対戦し7回TKO勝ち。

### 不調
2005年12月10日、ダニー・ウィリアムズと対戦予定だったマット・スケルトンが試合の5週間前に欠場する、替わりに急遽ハリソンがウィリアムズとイギリス連邦王座を賭けて対戦することになるが12回1-2(114-113、112-116、113-116)の判定で敗れ、プロ初黒星を喫する。
2006年4月14日、カリフォルニア州ランチョ・ミラージュでドミニク・グインと対戦し0-3(92-98、93-979、93-97)で10回判定負けを喫し、2連敗となる。
2006年12月9日、同年7月にダニー・ウィリアムズに勝ちイギリス連邦王座を奪取していたマット・スケルトンと対戦予定だったが、スケルトンが試合の1週間前のトレーニング中に右手を骨折したことで、替わりにダニー・ウィリアムズと対戦することになり、3回TKO勝ちを収める。この勝利により再び評判と価値を取り戻したハリソンは2007年の世界王座挑戦を見据えて、イギリスのボクシングプロモーターのフランク・ウォーレンと契約を結んだ。
2007年2月17日、マイケル・スプロットとヘビー級イングランド王座とヘビー級EBU王座を賭けて対戦するも3回KO負けを喫してしまう。この敗北により再びハリソンの未来に暗雲が立ち込めることになり、ウォーレンは「この敗北は巨大な恥だ、ハリソンが今後も現役を続けるつもりなら、それは険しく長い道のりになるだろう」と述べた。
2007年9月29日、ポール・キングと対戦予定であったが、9月21日にアメリカでハリソンが同乗していたコーチが運転する車が交通事故を起こす、その事故でハリソンが腕の骨折と胸筋を断裂したことで手術を受けることになり試合が中止された。
2008年4月19日、ネバダ州ラスベガスで14ヶ月ぶりの復帰戦でジェイソン・バーネットと対戦し5回TKOで復帰戦を勝利で飾る。
2008年9月6日、マンチェスターアリーナでジョージ・アリアスと対戦し98-94で10回判定勝利を収める、しかしBBCなどのマスコミはこの勝利を”疑惑の判定勝利”と報道した。
2008年12月6日、プライズファイター 1: ヘビー級1の優勝者であり、本業がベルファストのタクシー運転手であるマーティン・ローガンと対戦するが95-96の10回判定で敗れてしまう。この敗北によりハリソンのボクシングキャリアは終わったと思われた。

### 再起
2009年10月2日、再起を懸けて復帰戦でプライズファイター 8: ヘビー級3に出場し優勝を果たす。
2010年4月9日、EBUヘビー級王座を賭けてアルバート・ソスノフスキーと対戦予定であったが、ソスノフスキーがビタリ・クリチコへの挑戦が決まったため、替わりにマイケル・スプロットと対戦した。試合は最終回まで3人のジャッジがスプロットを支持する劣勢で進むが12回に左フックでスプロットをノックアウト、逆転勝利でEBUヘビー級王座を獲得した。
2010年4月24日、スプロットとの試合で断裂した大胸筋を修復する手術を受ける。

### デビッド・ヘイ
2010年6月8日、ヘイが保持するWBA世界ヘビー級王座に狙いを定めたハリソンはEBU王座を返上する。
2010年11月13日、マンチェスター・アリーナでWBA世界ヘビー級王者のデビッド・ヘイに挑戦するが、一方的な試合内容であっけなく3回TKO負けを喫する。ハリソンの怯えた戦いぶりや、試合を通して32発出したパンチの中で1発しかヘイに当てられなかったパフォーマンスの悪さで、失望したファンのみならず選手や関係者からも多くの批判を浴びた。英国ボクシング管理委員会はハリソンの酷いパフォーマンスの原因とヘイがブックメーカーで自分に金を賭けたと発言したことの調査を終えるまでファイトマネーの一部の支払いを保留した。
2012年5月26日、復帰戦でアリ・アダムスと対戦し4回TKOで勝利。
2012年10月13日、デビッド・プライスに1回TKO負け。
2013年2月23日、プライズファイター 29: ヘビー級インターナショナル3に出場し優勝。
2013年4月27日、イギリスでデオンテイ・ワイルダーと対戦し1回TKO負け。この試合が現役最後の試合となった。
2015年3月26日、視力の低下、バランス感覚の喪失、イライラ感、激しい感情の起伏等のパンチドランカーの症状を感じたため、専門医の診察を受けたところ度重なる頭部への打撃を起因とする外傷性脳損傷と診断され、引退を発表する。投資に失敗し破産寸前である事も告白した。